# Omicidio di Maritza Martin
L'omicidio di Maritza Martin è un delitto avvenuto nel 1993, quando Maritza Martin Munoz venne uccisa dall'ex marito Emilio Nuñez nel cimitero di North Lauderdale, in Florida.

## Storia
Maritza doveva essere intervistata dalla giornalista Ingrid Cruz del programma televisivo Ocurrió Así di Telemundo, dopo aver visitato la tomba della figlia nel Our Lady Queen of Heaven Cemetery, mentre il padre, Emilio Nuñez, era anch'egli presente.
La loro figlia quindicenne Yoandra Nuñez si era suicidata nel giorno del ringraziamento del 1992 a 15 anni, dopo aver scoperto di essere incinta di 13 settimane, sparandosi al petto con una pistola calibro 25, e Nuñez era convinto che la Martin ne fosse responsabile e che la figlia fosse stata maltrattata dal suo patrigno e uccisa o spinta al suicidio da parte della madre. Entrambe queste teorie furono respinte dagli investigatori. La figlia era stata cresciuta dalla stessa Martin e Nuñez non aveva avuto contatti con lei.
Qualche settimana prima dell'incontro con la giornalista, Nuñez aveva contattato Telemundo per realizzare una storia sulla morte della figlia, affermando che la sera antecedente il suicidio Yoandra e la madre avrebbero avuto una discussione e che alla fine la Martin avrebbe preso a schiaffi la figlia.
Dopo aver intervistato Nuñez, la Cruz e l'operatore George Delgado proseguirono le riprese al Our Lady Queen of Heaven Cemetery, così da riprenderlo sulla tomba della figlia. Dopo una ventina di minuti arrivò la Martin con la sua auto, al che Nuñez prese la propria Jeep cercando di bloccare l'auto della Martin, dopodiché la invitò a parlare con l'intervistatrice. Dopo un po' Nuñez spinse via la Cruz e sparò alla nuca dell'ex-moglie, continuando a sparare anche dopo che questa era caduta a terra. La Cruz, urlando, disse all'operatore di continuare a riprendere, così riuscì a filmare i primi colpi mentre la Cruz correva verso la macchina.
La giornalista disse che la Martin non sapeva che l'ex-marito sarebbe stato al cimitero quel giorno e che si è trattato di una coincidenza. La Martin, che ha lasciato un figlio di diciotto mesi, è stata sepolta accanto alla figlia. Nel 2000 Emilio Nuñez è stato riconosciuto colpevole e condannato a 25 anni di carcere. Dal 2017 è diventato idoneo a fare domanda per la libertà condizionata.

## Il filmato
Il filmato della sparatoria è stato successivamente utilizzato nel film Bowling a Columbine del 2002. Venne anche mostrato nello shockumentary Traces of Death e nello show televisivo Anatomy of Crime, quest'ultima versione era presente su LiveLeak.